# Kosmos 2251
Kosmos 2251 – rosyjski wojskowy satelita telekomunikacyjny; przedostatni satelita serii Strzała-2M i jeden z trzech satelitów ostatniej działającej konstelacji satelitów Strzała-2M (pozostałe dwa: Kosmos 2208, Kosmos 2298).
10 lutego 2009, o godz. 16:56 UTC bezpośrednio zderzył się z działającym amerykańskim satelitą telekomunikacyjnym Iridium 33. Oba satelity uległy całkowitemu zniszczeniu, a ich resztki stały się częścią kosmicznego śmietniska.